# Карл д’Этамп
Карл д’Этамп (фр. Charles d’Étampes; 1305—5 сентября 1336) — барон д’Этамп с 1319, первый граф Этампа и пэр Франции с 1327.

## Биография
Карл д’Этамп был сыном французского принца Людовика д’Эврё, графа Эврё, Этампа и де Бомон-ле-Роже, и Маргариты д’Артуа. По отцовской линии был внуком короля Франции Филиппа III Смелого и его второй жены Марии Брабантской. По материнской линии приходился внуком сеньору Конша Филиппу д’Артуа и Бланке Бретонской.
В 1319 году Карл унаследовал от отца сеньорию Этамп. В 1327 году его кузен Карл IV возвёл Этамп в графство и сделал Карла пэром Франции.
После того, как трон Франции перешёл к династии Валуа, английский король Эдуард III предъявил свои права на французскую корону. Карл д’Этамп был одним из первых, кто встал на сторону избранного королём Филиппа VI Валуа.
В апреле 1335 года в Пуасси Карл женился на дочери инфанта Кастилии и герцога Медины Фернандо II де ла Серда, Марии де Лара. У супругов родилось двое детей:
- Людовик (1336 — 6 мая 1400), граф Этампа, Гина и Бискайи. Женат на Жанне де Бриенн. Детей не имел.
- Жан (ум. после 1373)

Скончался Карл д’Этамп 5 сентября 1336 года. Был похоронен во францисканском монастыре в Париже.
Мария де ла Серда вскоре вышла замуж за Карла II Алансонского, в браке с которым имела пятерых детей.